# 21985 Šejna
(21985) Šejna, denumire internațională (21985) Sejna, este un asteroid din centura principală de asteroizi.

## Descriere
21985 Šejna este un asteroid din centura principală de asteroizi. A fost descoperit pe 2 decembrie 1999 la Observatorul din Ondřejov de Lenka Šarounová. Asteroidul prezintă o orbită caracterizată de o semiaxă mare de 3,11 ua, o excentricitate de 0,11 și o înclinație de 0,7° în raport cu ecliptica.